# Redby
Redby – jednostka osadnicza w Stanach Zjednoczonych, w stanie Minnesota, w hrabstwie Beltrami.